# Zeche Rosalie
Die Zeche Rosalie in Essen-Bredeney ist ein ehemaliges Steinkohlenbergwerk. Das Bergwerk befand sich im sogenannten Löwental und wurde um das Jahr 1839 auch Hermanns Stolln genannt. Vorgängerzeche war die Zeche Plattenberg.

## Bergwerksgeschichte
Im Jahr 1667 war die Zeche Plattenberg bereits in Betrieb. Im Jahr 1672 wurde das Bergwerk in einer Verordnung durch den Abt von Werden erwähnt. Im Jahr 1717 führte das Bergwerk einen Streit um die Berechtsame mit der Zeche Teute. Im Jahr 1807 wurde das Bergwerk in Fristen gelegt. Ab September des Jahres 1812 war das Bergwerk wieder in Betrieb. Zunächst wurden der Tagetrieb 1 und der Tagetrieb 2 aufgewältigt. Ab Oktober desselben Jahres wurde wieder mit der Gewinnung begonnen. In den nachfolgenden Jahren wurde Steinkohle abgebaut. Im Jahr 1827 war der Tagebetrieb Casper in Förderung. Ab Oktober 1828 war das Bergwerk außer Betrieb. Nach dem Jahr 1828 wurde die Zeche Plattenberg von der Zeche Rosalie übernommen. Am 3. Oktober des Jahres 1849 wurde an die Zeche Rosalie ein Längenfeld verliehen. Ab dem Jahr 1854 war die Zeche Rosalie im Heissiwald in Betrieb. Im Jahr waren zwei Stollen in Betrieb. Am 25. August desselben Jahres wurde das Längenfeld Plattenberg verliehen. Im Jahr 1862 waren die Lagerstättenvorräte oberhalb der Stollensohle annähernd abgebaut. Das Bergwerk gehörte zu diesem Zeitpunkt zum Bergrevier Kettwig. Bis zum Jahr 1870 war das Bergwerk noch in Betrieb. Im Jahr 1871 wurde die Zeche Rosalie stillgelegt.

## Förderung und Belegschaft
Die ersten Belegschaftszahlen stammen aus dem Jahr 1802, in diesem Jahr wurde eine tägliche Förderung von 200 Scheffeln erbracht. Die ersten Belegschaftszahlen stammen aus dem Jahr 1858. In diesem Jahr waren zehn Bergleute auf dem Bergwerk beschäftigt. Im Jahr 1861 wurden mit sechs Bergleuten eine Förderung von 5996 preußische Tonnen erbracht. Im Jahr 1867 wurden 1733 Tonnen Steinkohle gefördert, die Belegschaftsstärke betrug sieben Beschäftigte. Die letzten bekannten Förder- und Belegschaftszahlen des Bergwerks stammen aus dem Jahr 1870, in diesem Jahr wurden mit sieben Bergleuten 1245 Tonnen Steinkohle gefördert.